# شاه‌خرچنگ طلایی
شاه‌خرچنگ طلایی (نام علمی: Lithodes aequispinus) نام یک گونه از سرده شاه‌خرچنگ‌های اصلی است.